# الشركات التجارية الكبرى
الشركات الكبرى أو الشركات المزككة

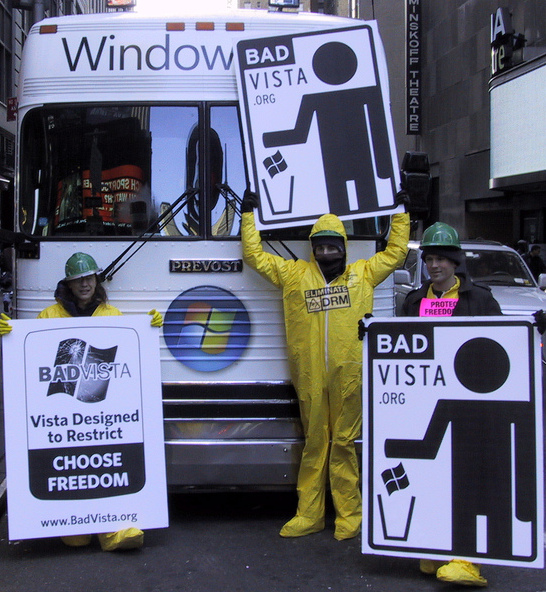

هي الشركات التي تشمل على نطاق واسع من الأنشطة المالية أو التجارية وتسيطر عليها. كما يمكن أن يُنظر إلى الشركات الكبيرة على أنها شركات كبرى/ عملاقة أو شركات متعددة الجنسيات. وكمصطلح فهي تصف الأنشطة التي تنتج من «المعاملات الضخمة» إلى أشياء أكثر عمومية «كالقيام بمعاملات أكبر». وقد ارتفع المفهوم إلى معنى رمزي لأول مرة بعد عام 1880 فيما يتعلق بحركة الجمع التي بدأت في الأعمال الأمريكية آنذاك. تشمل الشركات الأمريكية التي تقع ضمن فئة «الشركات الكبرى» اعتبارًا من عام 2015: إكسون موبيل، وول مارت، وجوجل، ومايكروسوفت، وآبل، وجنرال إلكتريك، وجنرال موتورز، وسيتي جروب، وجولدمان ساكس، وجي بي مورغان تشيس. كما شملت الشركات الألمانية الكبرى عام 2012 على دايملر أي جي، دويتشه تليكوم سيمنز، ومصرف دويتشه. ومن بين الشركات الكبرى الموجودة في المملكة المتحدة عام 2012 هي HSBC، وباركليز، وWPP plc، وBP. كما شهد النصف الثاني من القرن التاسع عشر المزيد من التقدم التكنولوجي ونمواً في الشركات في قطاعات إضافية، مثل البترول والآلات والكيماويات والمعدات الكهربائية.

## التاريخ

### أوائل القرن العشرين
بدأت صناعة السيارات بداية بسيطة متواضعة في أواخر القرن التاسع عشر، ولكنها نمت بسرعة كبيرة بعد تطوير إنتاج البنزين على نطاق واسع في أوائل القرن العشرين.

### ما بعد الحرب العالمية الثانية
الفترة المستقرة نسبيًا من إعادة البناء بعد الحرب العالمية الثانية التي أدت إلى تكنولوجيات جديدة (بعض منها كانت من الفوائد الجانبية من سنوات الحرب) وشركات الجديدة.

## أجهزة الكمبيوتر
تنتشر التكنولوجيا الحديثة لأجهزة الكمبيوتر في جميع أنحاء العالم في سنوات ما بعد الحرب. تتضمن الشركات/الأنشطة التجارية المبنية حول تقنية الكمبيوتر ما يلي: IBM، ومايكروسوفت، وشركة أبل، وسامسونج، وكذلك شركة انتل.

## الإلكترونيات
التصغير والدوائر المتكاملة، إلى جانب التوسع في تقنيات الراديو والتلفزيون، كما توفر أرض خصبة لتطوير الشركات/الأعمال. وتشمل شركات الإلكترونيات مثل شركة JVC، وسوني (ماسارو إيبوكا أكيو موريتا)، وشركة تكساس انسترومنتس، (سيسيل اتش. غرين، وجي. إريك جونسون، ويوجين ماكديرموت، وباتريك إي. تشودري). في حين أن الشركات في قسم الكمبيوتر أعلاه يمك اعتبارها شركات إلكترونيات.

## الطاقة
تمت إضافة الطاقة النووية إلى الوقود الأحفوري كمصدر رئيسي للطاقة.

## نقد الشركات الكبرى
كانت العواقب الاجتماعية لتركيز القوة الاقتصادية على عاتق هؤلاء الأشخاص الذين يسيطرون على «الشركات الكبرى» مصدر قلق دائم لكل من الاقتصاديين والسياسيين منذ نهاية القرن التاسع عشر. وقد تم إجراء محاولات مختلفة للبحث في آثار مصطلح «الكبرى» على العمل، والمستهلكين والمستثمرين، وكذلك على الأسعار والمنافسة. واتهمت «الشركات الكبرى» بمجموعة واسعة من الأعمال السيئة التي تتراوح بين استغلال الطبقة العاملة إلى فساد السياسيين وإثارة الحرب.

## التأثير على الحكومة
يمكن أن يؤدي تركيز الشركات إلى التأثير على الحكومة في مجالات مثل السياسة الضريبية، والتجارية، والبيئية، والخارجية، وكذلك سياسة العمل من خلال الضغط. وفي عام 2005، اعتقد غالبية الأمريكيين أن الشركات الكبرى لديها «الكثير من القوة في واشنطن».